# ليو الأول (ملك أرمينيا)
ليو الثاني (بالإنجليزية: Leo I, King of Armenia، بالفارسية: لوون یکم، شاه ارمنستان، بالفرنسية: Léon II (roi d'Arménie))؛ (1150 – 2 مايو 1219): كان الملك العاشر لأرمينيا الصغرى؛ حكم من 1187 إلى 1219، وأول ملك توج في 1198/9، (يُعرف أحيانًا باسم ليفون الأول العظيم). قاد ليو مملكته بحماس إلى جانب جيوش الحملة الصليبية الثالثة، وزود الصليبيين بالمؤن والإرشادات والحيوانات وجميع أنواع المساعدات.
تم تكريسه ملكًا في 6 يناير 1198 أو 1199.